# Фаилл
Фаилл (др.-греч. Φάυλλος) — древнегреческий военачальник и политический деятель середины IV века до н. э.
В 355/354 году до н. э., после гибели Филомела, брат Фаилла Ономарх стал стратегом-автократором Фокидского союза. Будучи соправителем брата, Фаилл командовал частями фокидского войска во время военных походов в ходе Третьей Священной войны. После гибели Ономарха в битве на Крокусовом поле 353/352 году до н. э. новым правителем фокидян стал Фаилл. На этом посту он смог восстановить боеспособность фокидского войска, остановил наступление беотийцев, воспрепятствовал вторжению македонян в Среднюю Грецию и завоевал эпикнемидскую Локриду. Вскоре Фаилл заболел и умер в конце 352 или начале 351 года до н. э.

## Биография
Фаилл родился в семье Евфикрата из Элатеи. В 355 или 354 году до н. э., в разгар Третьей Священной войны, брат Фаилла Ономарх стал стратегом-автократором Фокидского союза. Его соправителем был назначен Фаилл.
В 354 или 353 году до н. э. Ономарх выделил Фаиллу 7 тысяч воинов, чтобы тот направился в Фессалию на помощь ферским тиранам Ликофрону и Пифолаю в их войне с македонским царём Филиппом II. Миссия Фаилла оказалась неудачной, так как он проиграл македонянам в первом же сражении и был вынужден отступить из Фессалии.
В следующем 353 или 352 году до н. э. Фаилл в составе войска под командованием брата участвовал в битве на Крокусовом поле против объединённого фессалийско-македонского войска во главе с Филиппом II. Ономарх назначил Фаилла руководить левым второстепенным флангом, в то время как сам с основными силами занял правый фланг. Во время сражения Фаилл был вынужден отступить под натиском преобладающей по численности конницы Филиппа II. После поражения левого фланга Фаилла, войска Филиппа II ударили во фланг и тыл основным силам Ономарха, что привело к коллапсу всего строя. Сам Ономарх погиб во время сражения, а Фаилл с остатками войска отступил в Фокиду.
В Фокиде в связи с гибелью Ономарха Фаилл был назначен новым стратегом-автократором. Так как он был соправителем брата, утверждение Фаилла стало формальностью и прошло без особых возражений. С помощью сокровищ из дельфийского святилища он увеличил плату наёмникам вдвое и собрал новое войско, в которое в том числе вошли тысяча воинов от спартанцев и две тысячи из Ахеи, а также пять тысяч пеших воинов и четыреста всадников, которых привёл из Афин Навсикл. Кроме того, ферские тираны, которые после поражения фокидян на Крокусовом поле были вынуждены сдать город Филиппу II в обмен на право свободного прохода, привели к Фаиллу две тысячи наёмников. Такая поддержка Фаилла была связана с опасениями греческих полисов, что Филипп II пересечёт Фермопилы, соединит свои силы с беотийцами, пройдёт Фокиду, после чего завоюет всю остальную Грецию. Имя Фаилла упомянуто в речи Демосфена «Против Аристократа» в числе «лиц, частным образом набирающих войска для подавления народа», которым афиняне даровали права гражданства.
С этим войском Фаилл начал военную кампанию против беотийцев. В Беотии он потерпел три поражения — при Орхомене, на реке Кефис и около Коронеи; Н. Хаммонд охарактеризовал их как небольшие. Несмотря на поражения, потери в которых составили более 1500 воинов, Фаилл достиг главной цели — перевёл наступление беотийцев в «вязкую» позиционную войну, укрепил и обезопасил те населённые пункты в Беотии, которые до этого захватил Ономарх. После этого на фоне марша Филиппа II к Фермопилам Фаилл отправился к ущелью, чтобы не дать возможности македонянам соединиться с беотийцами. Филипп II не рискнул принять бой в невыгодных для себя условиях и отступил. Тем самым Фаилл оправдал чаяния своих союзников, которые боялись появления македонского войска в Средней Греции. После отступления Филиппа II Фаилл почувствовал положение Фокиды достаточно безопасным и даже смог отправить на помощь спартанцам 3 тысячи наёмников.
Следующая кампания в земли эпикнемидских локров была успешной, во многом благодаря ослаблению беотийцев, которые были вынуждены отправить часть своих сил в Пелопоннес. Фаилл захватил все города племени, кроме Нарикса. Позже, когда он находился рядом с Абами, на лагерь фокидян ночью внезапно напали беотийцы. Развивая успех, они совершили грабительский поход в Фокиду. На пути назад беотийцы оказали помощь осаждённому Нариксу, однако на этот раз они сами подверглись неожиданному нападению Фаилла и были разбиты. Нарикс также был взят штурмом и разрушен.
Вскоре, в конце 352 года до н. э. или в начале 351 года до н. э., Фаилл умер от болезни, перед смертью передав должность стратега-автократора племяннику, сыну Ономарха, Фалеку. Павсаний ошибочно назвал Фалека сыном Фаилла. Поскольку Фалек был ещё слишком юным, опекуном и соправителем был назначен друг (и, по-видимому, родственник) Фаилла Мнасей.

## Оценки
По мнению Г. Берве, Фаилл «мало чем отличался от типичного тирана». Для продолжения войны после сокрушительного поражения фокидян на Крокусовом поле, он «бесцеремоннее» чем его предшественники Ономарх и Филомел переплавлял храмовые драгоценности Дельф. Фаилл не только чеканил монеты со своим именем, но и, согласно античной традиции, использовал награбленные средства, в том числе, и в личных целях. Так Афиней приводит цитату из несохранившихся трудов Эфора или Демофила: «Ономарх, Фаилл и Фалек выгребли всё имущество бога, но в довершение всего жёны их завладели …» Также, согласно тому же автору с отсылкой к Феопомпу, Фаилл, будучи бабником, подарил некой флейтистке Бромиаде серебряный кубок и золотой венок из дельфийских сокровищ
Э. Д. Фролов отмечал, что после поражения Ономарха на Крокусовом поле Фаилл проявил качества талантливого организатора и быстро восстановил боеспособность фокидского войска. Для этого он был вынужден не только быть энергичным, но и бесцеремонным при поиске средств и экспроприации храмовых драгоценностей Дельф. Согласно оценке В. Ф. Кутергина, Фаилл, напротив, был молодым и неопытным военачальником, который, впрочем, сумел воспользоваться необходимостью беотийцев вести войну на два фронта и завоевал эпикнемидскую Локриду.
Впоследствии античные авторы связали скорую смерть Фаилла, равно как и его предшественников Филомела и Ономарха, с божественным провидением, карой Аполлона за святотатство. Павсаний привёл античную легенду о вещем сне Фаиллу. Военачальнику приснилось, что он стал похож на медное изображение в храме Аполлона человека, у которого «остались одни только кости». После того как Фаилл заболел чахоткой, вещее сновидение сбылось.

### Исследования
- Белох К. Ю. Греческая история: в 2 т. / пер. с нем. М. О. Гершензона; под ред. и со вступ. ст. Ю. И. Семёнова.. — М.: Государственная публичная историческая библиотека России, 2009. — Т. 2: Кончая Аристотелем и завоеванием Азии. — ISBN 978-5-85209-215-1.
- Берве Г. Тираны Греции. — Ростов-на-Дону: Феникс, 1997. — (Исторические силуэты). — ISBN 5-222-00368-X.
- Кембриджская история древнего мира / под редакцией Д.-М. Льюиса, Дж. Бордмэна, С. Хорнблоуэра, М. Оствальда. Перевод, научное редактирование, примечания А. В. Зайкова. — М.: Ладомир, 2017. — Т. VI. Четвёртый век до нашей эры. Второй полутом. — 720 с. — ISBN 978-5-86218-542-3.
- Клеймёнов А. А. О тактике противоборствующих сторон в битве на Крокусовом поле (353 (352) г. до н.э.) // Parabellum novum: Военно-исторический журнал. — СПб.: Издатель Д. А. Скобелев, 2022. — Вып. 51, № 18. — С. 26—39.
- Кутергин В. Ф. Беотийский союз в 379 — 335 гг. до н. э.: Исторический очерк. — Саранск: Издательство Мордовского университета, 1991. — 184 с. — ISBN 5-7103-0004-7.
- Парк Г. В. Глава 13. Фокидские тираны // Греческие наёмники. «Псы войны» древней Эллады / Перевод книги Л. А. Игоревский. — М.: Центрполиграф, 2013. — 288 с. — ISBN 978-5-9524-5093-6.
- Уортингтон Й[нем.]. Филипп II Македонский. — СПб. — М.: Евразия — ИД Клио, 2014. — 400 с. — ISBN 978-5-91852-053-6.
- Фролов Э. Д. Греция в эпоху поздней классики (Общество. Личность. Власть). — СПб.: Издательский Центр «Гуманитарная Академия», 2001. — 602 с. — (Studia classica). — ISBN 5-93762-013-5.
- Хаммонд Н. История Древней Греции / Пер. с англ. Л.А. Игоревского. — М.: Центрполиграф, 2008. — ISBN 978-5-9524-3490-5.
- Stier H. E[нем.]. Phayllos 1 // Paulys Realencyclopädie der classischen Altertumswissenschaft :  [нем.] / Georg Wissowa. — Stuttgart : J. B. Metzler’sche Verlagsbuchhandlung, 1938. — Bd. XIX, 2. — Kol. 1902—1903.